# Candlemass
Candlemass é uma banda sueca originária de Estocolmo, formada na década de 1980 pelo baixista e compositor  Leif Edling. É considerada uma das pioneiras no gênero doom metal. Após lançar cinco discos de estúdio e excursar extensivamente durante os anos 1980 e início dos 1990, o Candlemass separou-se em 1994, mas reuniu-se três anos depois. Após pararem de novo em 2002, retomaram as atividades em 2004 e continuaram a gravar e tocar desde então. O Candlemass também é a sétima banda mais bem sucedida da Suécia, tendo vendido até 2010 mais de 15 milhões de álbuns mundialmente.

## Biografia

Logotipo do Candlemass

Depois que Leif Edling dissolveu a banda Nemesis, começou sua própria banda com o nome de Candlemass (Candelabro). O primeiro álbum foi Epicus Doomicus Metallicus, produzido em 1986 e agora considerado a obra-prima no cenário do Doom metal. Os integrantes da banda na época de Epicus Doomicus Metallicus eram: Leif Edling (baixo), Mats Ekström (bateria), Mats Mappe Björkman (guitarra), Johann Längqvist (vocal) e Klas Bergwall (guitarra).
A produção seguinte foi Nightfall (1987), considerado até hoje por alguns como um dos melhores álbuns de Doom metal. A formação da banda agora tinha mudado: os novos membros eram Messiah Marcolin (vocal), Lars Johansson (guitarra) e Jan Lindh (bateria). Esta formação é considerada a mais importante e a mais bem sucedida da história da banda. Os dois álbuns seguintes foram Ancient Dreams (1988) e Tales of Creation (1989). Em 1990, um álbum ao vivo foi produzido. Logo após, uma disputa entre os integrantes do grupo resultou na decisão de Messiah Marcolin de deixar a banda.
Após a saída de Marcolin, Candlemass chamou o vocalista Thomas Vikström e gravou Chapter VI (1992). Candlemass então se desfez, em parte porque o álbum não conseguiu o sucesso esperado e em parte porque Leif Edling tinha formado um outro projeto com o nome de Abstrakt Algebra. Como o Abstrakt Algebra não deu certo, Leif recrutou novos integrantes para o Candlemass e gravou o álbum Dactylis Glomerata, que era uma combinação de canções para um novo CD do Abstakt Algebra e algum material novo. Alguns anos mais tarde, inspirado pelo Black Sabbath, o álbum From the 13th Sun foi produzido.
Em 2002, os integrantes do clássico Candlemass decidiram voltar a se reunir. Fizeram apresentações ao vivo que foram elogiadas pelo público e produziram outro álbum ao vivo, chamado Doomed for Live - Reunion 2002. Outros álbuns produzidos com o retorno da banda foram versões remasterizadas de Epicus… e Nightfall, Ancient Dreams e Tales of Creation. Um DVD intitulado Documents of Doom também foi lançado. A banda estava trabalhando em um novo álbum, com algumas novas canções já gravadas e a procura de uma gravadora, quando mais uma vez divergências entre seus integrantes aconteceram, resultando novamente na dissolução do Candlemass. Enquanto isso, Leif Edling iniciou um novo projeto, Krux, com o antigo vocalista do Abstrakt Algebra, Mats Leven e mais dois integrantes do Entombed.
Em novembro de 2004, a banda anunciou que iria voltar pela segunda vez a se reunir. Eles haviam gravado um novo álbum com a clássica formação, chamado simplesmente Candlemass. Foi lançado em maio de 2005. Este CD esteve entre os vinte mais tocados de 2005. Eles receberam o Grammy sueco em 2005.

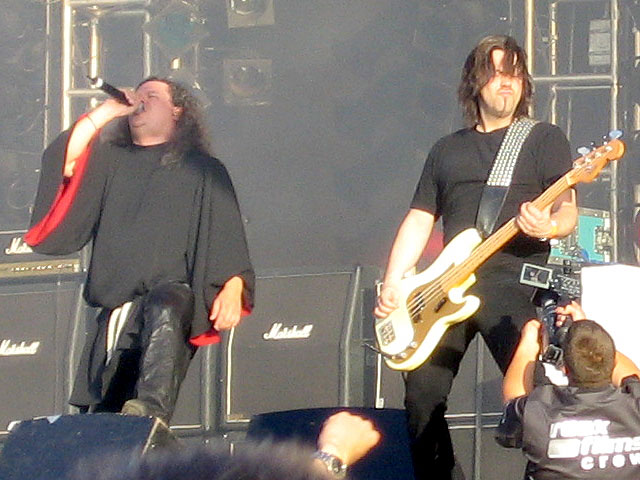
Messiah Marcolin e Leif Edling em show do Candlemass em 2005.

Em 2006 o grupo anunciou que um novo álbum está para ser produzido e que a gravação estaria pronta até o meio do ano, com a data de lançamento para 2007. Após muita incerteza quanto a participação de Messiah nesse novo projeto, foi anunciado em setembro de 2006 que ele não seria o vocalista deste novo álbum.
O Candlemass ouviu inúmeros vocalistas e, após alguns meses, entraram em contato com  Robert Lowe do grupo Solitude Aeturnus, outro grupo de doom metal, que foi chamado  para o posto. Eles já conheciam o trabalho de Robert e disseram que sempre gostaram da voz dele desde os primeiros álbuns em sua banda.
O álbum intitulado King of the Grey Islands foi gravado entre 2006-2007 e lançado em junho de 2007. O álbum foi produzido pela própria banda e por Andy Sneap.
Em 31 de março de 2007, o Candlemass celebrou um levemente atrasado aniversário de vinte anos. Para comemorar a celebração, o cantor original Johan Längqvist apareceu ao vivo com a banda pela primeira vez. O evento foi gravado e lançado posteriormente no DVD 20 Year Anniversary Party.
O quinteto trabalhou num décimo disco de estúdio em 2008. Foi inicialmente planejado para chamar-se Hammer of Doom, mas foi renomado como Death Magic Doom devido à coincidência com um festival alemão. O álbum foi programado para ser lançado em março de 2009, mas foi prorrogado para 3 de abril de 2009.
Em 2011 acabaram por fazer mais uma reunião com o vocalista Johan Längqvist em um show no Roadburn Festival onde tocaram na íntegra o primeiro disco,  Epicus Doomicus Metallicus, que completava 25 anos naquela data.
Em 2011 a banda anunciou que havia assinado contrato com a austríaca Napalm Records e iria lançar seu último álbum de estúdio. O disco intitulado Psalms for the Dead foi lançado em junho de 2012.  Apesar disso, o baixista Leif Edling afirmou que a banda não iria acabar e que apenas queriam parar de gravar antes de  "ficarem muito velhos e começarem a fazer discos meia-boca."
O vocalista Robert Lowe foi despedido "em virtude da qualidade das performances ao vivo". Para seu lugar, foi chamado Mats Levén (Yngwie Malmsteen, Therion, At Vance, e outros), que já havia trabalhado com Edling nas bandas Abstrakt Algebra e Krux, e também o tecladista Per Wiberg  (ex-Opeth, Spiritual Beggars) para apresentações ao vivo.

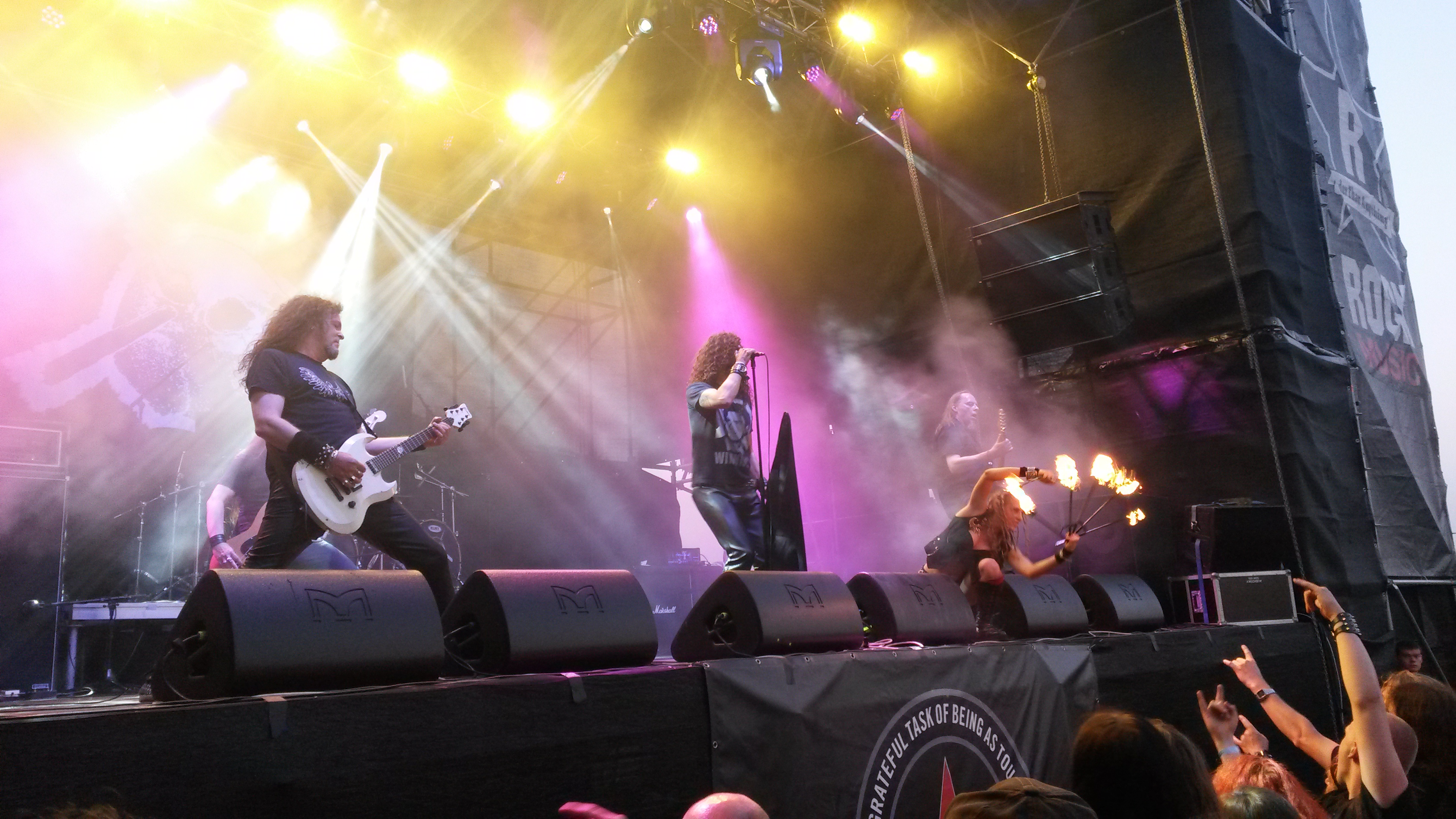
Candlemass no Hard Rock Laager 2015.

Em janeiro de 2013, o Candlemass foi votado como a melhor banda sueca de hard rock/metal de todos os tempos pelos escritores da revista Sweden Rock Magazine, a maior revista de hard rock da Escandinávia, bem como a maior revista sueca de música em circulação. Eles aparecerão na lista das "100  maiores bandas suecas de hard rock/metal de todos os tempos" em uma edição especial, para celebrar a 100ª emissão da revista. Relativamente a isto, também foi revelado que o  Candlemass, junto à banda de death metal Entombed (#2 na lista), iriam tocar conjuntamente em um concerto especial  em Estocolmo organizado pela revista. Em julho de 2014, o Candlemass foi atração principal no Väsby Rock Festival em sua cidade natal Upplands Väsby.
Contrariando sua declaração inicial de que  Psalms for the Dead seria seu disco final, o baixista Leif Edling afirmou que está aberto para gravar novas músicas com o Candlemass novamente.

## Integrantes
| Atual formação - Johann Langqvist - vocal (1985-1987, 2018-presente) - Leif Edling - baixo (1984-presente), vocal (1984-1986) - Mats Mappe Björkman - guitarra rítmica (1985-1994, 2001-presente) - Lars Johansson - guitarra solo (1987-1994, 2001-presente) - Jan Lindh - bateria (1987-1994, 2001-presente) Músicos de turnê - Per Wiberg - teclado, baixo (2012-presente) - Jörgen Sandström - baixo (2015-presente) - Marcus Jidell - guitarra (2012) - Olle Dahlstedt - bateria (2013, 2014) | Antigos integrantes - Christian Weberyd - guitarra (1984-1985) - Johnny Reinholm - guitarra, bateria (1984-1985) - Matz Ekström - bateria (1984-1986) - Klas Bergwall - guitarra (1986) - Messiah Marcolin - vocal (1986-1991, 2001-2006) - Mike Wead - guitarra (1987) - Tomas Vikström - vocal (1991-1994) - Bjorn Flödkvist - vocal (1997-1999) - Jejo Perkovic - bateria (1997-1999) - Michael Amott - guitarra (1997-1998) - Patrik Instedt - guitarra (1997-1998) - Carl Westholm - teclado (1998, 2005, 2007, 2008, 2012) - Mats Ståhl - guitarra (1998-1999) - Robert Lowe - vocal (2006-2012) - Mats Levén - vocal (2006, 2012-2018) |

## Discografia
| - Epicus Doomicus Metallicus - 1986 - Nightfall - 1987 - Ancient Dreams - 1988 - Tales of Creation - 1989 - Chapter VI - 1992 - Dactylis Glomerata - 1998 - From the 13th Sun - 1999 - Candlemass - 2005 - King of the Grey Islands - 2007 - Death Magic Doom - 2009 - Psalms for the Dead - 2012 - The Door to Doom - 2019 - Sweet Evil Sun - 2022 - Live - 1990 - Doomed for Live - Reunion 2002 - 2003 (CD duplo) - Ashes to Ashes - 2010 - Epicus Doomicus Metallicus - Live at Roadburn 2011 - 2013 - Sjunger Sigge Fürst - 1993 - Wiz - 1998 - Lucifer Rising - 2008 - Don't Fear the Reaper - 2010 - Death Thy Lover (2016) | - As It Is, As It Was - 1994 - Diamonds of Doom - 2003 (LP) - Essential Doom - 2004 - Gothic Stone - 2014 - Behind the Wall of Doom - 2016 - "Solitude" - 1987 - "Samarithan" - 1988 - "At the Gallows End" - 1988 - "Under the Oak" - 1989 - "Nimis" - 2005 - "Assasssin of the Light" - 2005 - "Black Dwarf" (2007) - "If I Ever Die" (2009) - "Hammer of Doom" (2009) - "Dancing in the Temple of the Mad Queen Bee" (2012) - Documents of Doom - 2002 (DVD) - The Curse of Candlemass - 2005 (DVD) - Candlemass 20 Year Anniversary - 2007 (DVD) - Ashes to Ashes - 2010 (DVD) |